# Wu Haiyan
Wu Haiyan (Jiande, 18 de setembro de 1991) é uma futebolista profissional chinesa que atua como defensora.

## Carreira
Wu Haiyan fez parte do elenco da Seleção Chinesa de Futebol Feminino, nas Olimpíadas de 2016. 